# Antonio Cantafora
Antonio Cantafora   (Crotona, 2 de febrer de 1944 - Roma, 20 d'abril de 2024) va ser un actor de cinema i televisió italià, de vegades acreditat com a Michael Coby.
Va estudiar interpretació amb Alessandro Fersen, debutant al cinema l'any 1967. Gràcies a una vaga semblança amb l'actor Terence Hill, als anys 1970 va protagonitzar amb Paul L. Smith una breu sèrie de pel·lícules d'acció i comèdia d'èxit que reprén l'estil Bud Spencer i Terence Hill. Més endavant, Cantafora va continuar la seva carrera principalment com a actor de personatges, treballant amb directors destacats com Federico Fellini, Jerzy Skolimowski, Bruno Barreto, Alberto Lattuada o Mauro Bolognini.

## Filmografia
- The Dirty Outlaws (1967) - (sense acreditar)
- Lo stato d'assedio (1969) - Umberto
- Ombre roventi (1970)
- I Déu va dir a Caín (1970) - Dick Acombar
- Shoot Joe, and Shoot Again (1971) - L'home de Jack
- Black Killer (1971) - Ramon O'Hara
- Baron Blood (1972) - Peter Kleist
- Decameron proibitissimo (Boccaccio mio statte zitto) (1972) - Fra' Domenico
- Novelle galeotte d'amore (1972)
- Caçarecompenses a Trinity (1972) - Pizarro
- Metti lo diavolo tuo ne lo mio inferno (1973) - Ricciardetto
- L'affaire Crazy Capo (1973) - Antonio Marchesi
- Superhomes contra Orient (1973) - Max
- ...e continuavano a mettere lo diavolo ne lo inferno (1973) - Ricciardo
- Carambola! (1974) - Toby
- La badessa di Castro (1974) - Giulio Branciforti
- Carambola's Philosophy: In the Right Pocket (1975) - Coby
- Convoy Buddies (1975) - Toby
- No som àngels (1975) - Àngel
- Els venedors de diamants (1976) - Matteo / Butch
- La casa (1976) - Felip
- Tigre Carioca (1976) - Carlo Parodi
- Creu del Sàhara (1977)
- Enfantasme (1978) - Flavio, el hippy
- Blau de mitjanit (1979) - Pier Luigi
- L'home supersònic (1979) - Paul
- La gossa (1979) - Nico Cantafora
- El grill (1980) - Alberto 'Cipria' Antonelli
- Gabriela (1983) - Tonico Bastos
- Scream for Help (1984) - Man at Motel
- Demons 2 (1986) - El pare d'Ingrid
- Puro cashmere (1986) - Jody
- Intervista (1987) - Cònjuge
- Il coraggio di parlare (1987) - Caporale
- Der Commander (1988) - Nick De Carlo
- Donna d'ombra (1988) - Vincenzo
- Torrents de primavera (1989) - Richter
- Vacanze di Natale '90 (1990) - Pippo
- Il retorn del gran amic (1990)
- In camera mia (1992) - Mannari
- Giovanni Falcone (1993) - Totuccio Inzerillo
- Poder i amants (1994) - Toto
- A spasso nel tempo (1996) - Casanova
- Marquesa (1997)
- El decisionista (1997)
- Hammamet Village (1997)
- Buck i la polsera màgica (1998) - Sergent O'Connor
- The Card Player (2004) - Vicecap d'equip Marini
- I Viceré (2007)
- Uno di famiglia (2018) - Cicciuzzo